# Спілка українців Придністров'я
Спілка українців Придністров’я ім. О.М. Бута — найбільша організація українців Придністров'я — виникла у 1991 році. Її створили три національні товариства з Кам’янки, Тирасполя і Бендер. Нині ж вона нараховує понад 30 тисяч членів. Голова - Леонід Ткачук.
Станом на 2011 р. їй підпорядковані районні товариства української культури: Кам’янське ім. Т.Г. Шевченка (Стасішен В.П.), Рибницьке “Поділля” (Палагнюк Б.Т.), Дубоссарське “Промінь” (Олійник С.В.), Григоріопольське “Стожари” (Богуцький П.П.), Слободзейське (Якименко П.І.).